# Luis Álvarez (Bogenschütze)

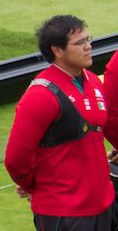
Luis Álvarez

Luis Antonio Álvarez Murillo (* 13. April 1991 in Mexicali) ist ein mexikanischer Bogenschütze.

## Werdegang
Álvarez gewann im Juni 2008 mit der Copa Juan Enrique Barrios in Salinas (Puerto Rico) sein erstes internationales Turnier. Im Frühjahr 2012 belegte er beim Arizona Cup in Phoenix (USA) im Einzel den fünften Platz, im Mannschaftswettbewerb mit dem mexikanischen Team Rang 2. Bislang größter Erfolg seiner Laufbahn war der Sieg bei der Weltcup-Veranstaltung in Ogden am 18. Juni 2012, die gleichzeitig als finales Qualifikationsturnier für die Olympischen Spiele 2012 in London diente. Dort trat er sowohl im Einzel- wie auch im Mannschaftswettbewerb an. Nach dem Sieg in Ogden erreichte er mit Rang 13 seine bislang höchste Platzierung in der Weltrangliste.  
Bei den 2021 ausgetragenen Olympischen Spielen in Tokio holte er im Mixedwettbewerb gemeinsam mit Alejandra Valencia die Bronzemedaille.